# 阿仏尼

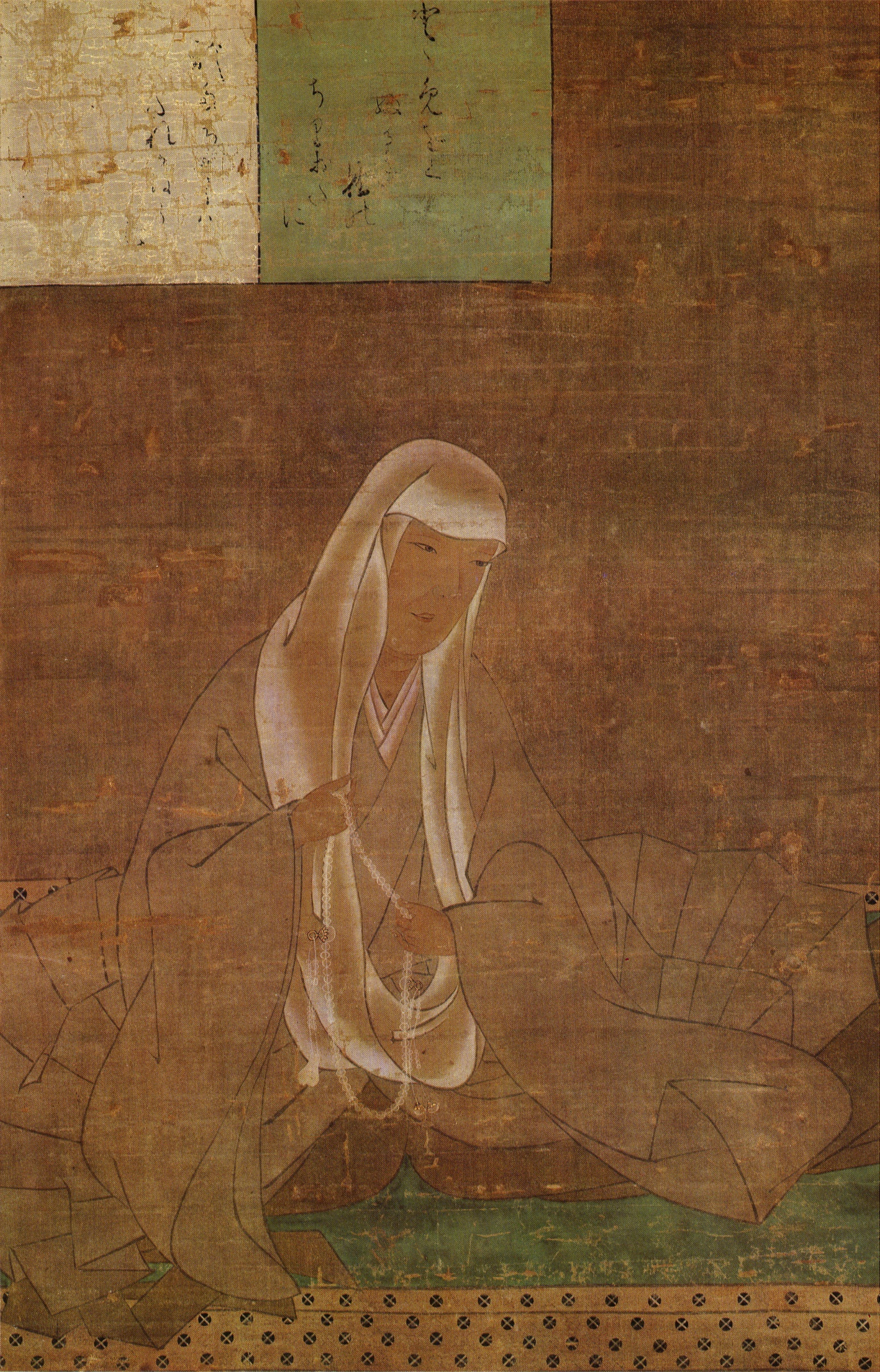
阿仏尼像（個人蔵、鎌倉から南北朝時代の作、重美）

阿仏尼（あぶつに、阿佛尼, 貞応元年（1222年）? - 弘安6年4月8日（1283年5月6日））は、鎌倉時代中期の女流歌人。女房名は安嘉門院四条（あんかもんいんのしじょう）または、右衛門佐（うえもんのすけ）。実父母は不明。奥山度繁（おくやまのりしげ）の養女となる（ただし奥山度繁の養女ではなく実の娘であるとする見解もある）。

## 略伝
桓武平氏大掾氏流の平維茂の長男である平繁貞の子孫である奥山度繁の娘（または養女）。
安嘉門院に仕え、出仕中10代で初恋の失恋の失意から出家を決意し尼となったが、その後も世俗との関わりを持ち続けた。30歳頃藤原為家の側室となり、冷泉為相らを産む。
為家の没後、播磨国細川荘（現兵庫県三木市）の相続をめぐり、正妻の子二条為氏と争い、1279年（弘安2年）幕府に訴えるため鎌倉へ下った。このときの紀行と鎌倉滞在のことを記したのが『十六夜日記』である。訴訟の結果がわかる前に鎌倉で没したという説と、京都へ帰った後に没したとの説がある。「弘安百首」などに参加し、関東にある10社に勝訴を祈願して奉納した「安嘉門院四条五百首」や「安嘉門院四条百首」などもある。
歌論書に『夜の鶴』がある。また若い頃に書いた『うたたね』は失恋の顛末を記した日記である。『続古今和歌集』以下の勅撰和歌集に計48首入集しているものの、阿仏尼の孫である冷泉為秀が参画した『風雅和歌集』や阿仏尼と親しかった京極為兼が選者を務めた『玉葉和歌集』では入集数が多い一方で冷泉家と対立した二条家が選者を務めたときは入集数は極端に少なく、当時の歌壇の政治的対立状況を反映していると考えられる。
- 『続古今和歌集』 3首（藤原為家撰）
- 『続拾遺和歌集』 6首（二条為氏撰）
- 『新後撰和歌集』 1首（二条為世撰）
- 『玉葉和歌集』 11首（京極為兼撰）
- 『続千載和歌集』 1首（二条為世撰）

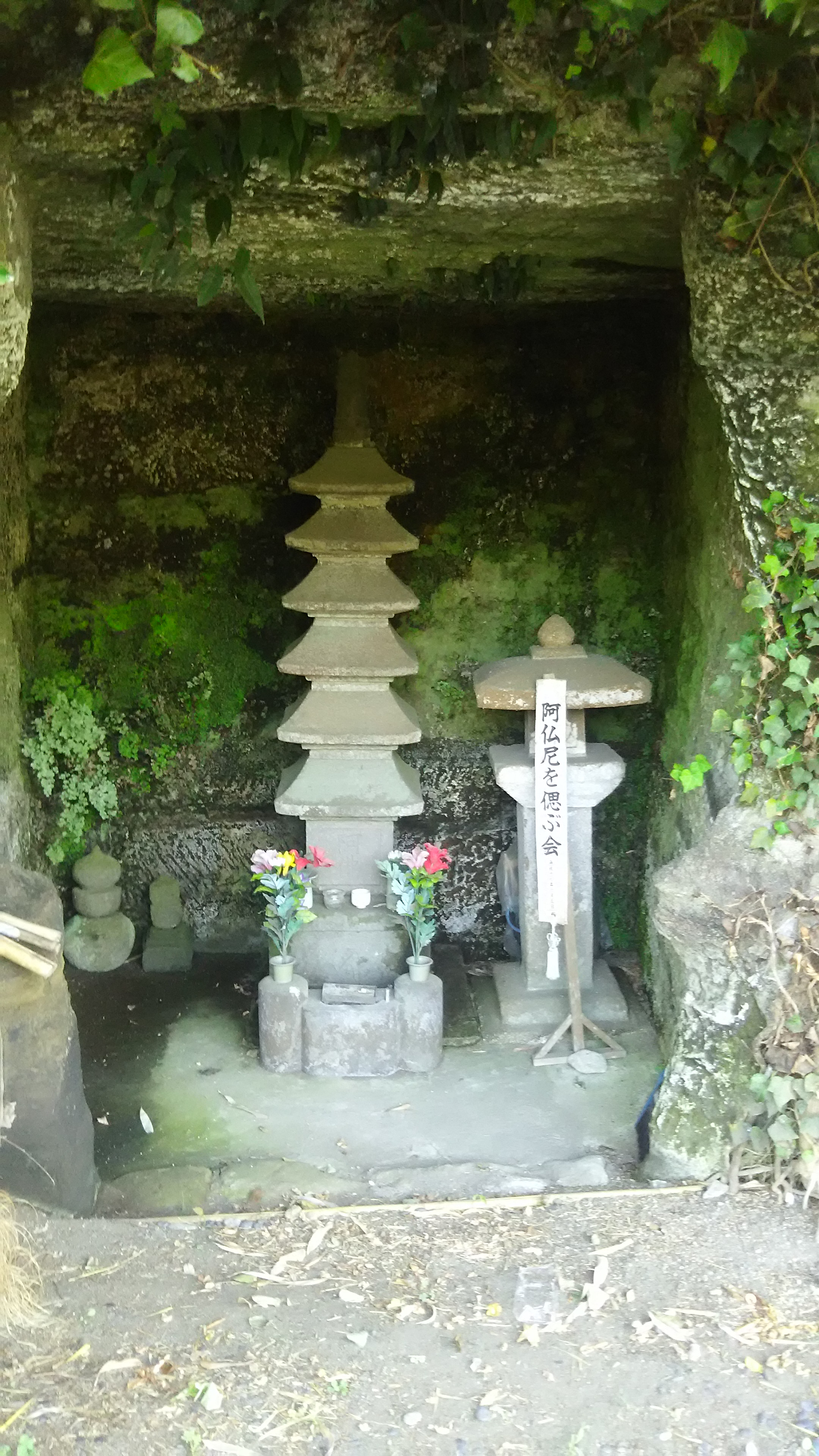
伝阿仏尼墓 鎌倉市扇ガ谷1-16-3、横須賀線沿い稲荷大明神隣

- 『続後拾遺和歌集』 1首（二条為藤、二条為定撰）
- 『風雅和歌集』 14首（光厳院親撰、冷泉為秀らが寄人を務めた）
- 『新千載和歌集』 2首（二条為定撰）
- 『新拾遺和歌集』 3首（二条為明撰）
- 『新後拾遺和歌集』 1首（二条為遠、二条為重撰）
- 『新続古今和歌集』 5首

鎌倉市扇ガ谷に伝・阿仏尼の墓が残る。また、京都市南区の大通寺にも、阿仏尼の墓とされる「阿仏塚」が所在している。

## 主な作品
- 十六夜日記
- うたたね
- 夜の鶴
- 乳母のふみ